# Will Brittain
William Brittain, detto Will (Shreveport, 10 agosto 1990), è un attore statunitense.

## Biografia
Ha studiato all'Università del Texas ad Austin, prima di debuttare sul grande schermo con il fim di Richard Linklater Tutti vogliono qualcosa. È attivo anche in campo teatrale e nel 2018 ha recitato nella commedia Skintight con Idina Menzel nell'Off Broadway.

## Filmografia parziale
- Tutti vogliono qualcosa (Everybody Wants Some!!), regia di Richard Linklater (2016)
- Kong: Skull Island, regia di Jordan Vogt-Roberts (2017)
- Buttiamo giù l'uomo (Blow the Man Down), regia di Bridget Savage Cole e Danielle Krudy (2019)
- Haunt - La casa del terrore, regia di Scott Beck e Bryan Woods (2019)
- Uno di noi (Let Him Go), regia di Thomas Bezucha (2020)
- La notte del giudizio per sempre (The Forever Purge), regia di Everardo Gout (2021)

## Doppiatori italiani
Nelle versioni in italiano delle opere in cui ha recitato, Will Brittain è stato doppiato da:
- Gabriele Vender in Colony, Uno di noi
- Davide Albano in Tutti vogliono qualcosa
- Mirko Cannella in Buttiamo giù l'uomo